# Cameron Jerome
Cameron Zishan Rana-Jerome, né le 14 août 1986 à Huddersfield, est un footballeur anglais qui évolue au poste d'attaquant.

## Biographie
Cameron Jerome a commencé sa carrière dans sa ville natale à Westend Juniors avant de passer à Huddersfield Town comme junior, ensuite il signe son premier contrat professionnel à Middlesbrough FC puis il fut libéré pour Cardiff City où il passe là-bas 2 ans. Il a aussi passé beaucoup de temps en tant que junior pour Grimsby Town et Sheffield Wednesdays.
Décrit par la BBC comme l'une des étoiles montante de Cardiff, dans la saison 2004-05 où il a marqué sept buts en 32 apparitions, il était en bonne forme en termes de la saison 2005-06, ou il termine meilleur buteur de Cardiff avec 20 buts. En raison de sa super forme il se fait acheter pour 3,5 millions de £ par Birmingham City. Ce changement de club permet à Cardiff de récolter de l'argent. Le transfert a non seulement profité à Jerome mais également aidé Cardiff qui a utilisé l'argent pour faire signer Michael Chopra, Stephen McPhail et Glenn Loovens. 
Il inscrit son premier but le 25 août 2007 face à Derby County après trente-deux secondes de jeu.
Le 31 août 2011, il signe à Stoke City. Début septembre 2013, il est prêté à Crystal Palace.
Après quatre saisons et demie sous le maillot de Norwich City, il s'engage pour un an et demi avec Derby County le 16 janvier 2018.
Après seulement une demi-saison passée et vingt matchs joués à Derby, il est transféré en Turquie, au Göztepe SK pour deux saisons en août 2018.
Le 9 octobre 2020, il rejoint Milton Keynes Dons.
Le 18 juin 2021, il rejoint Luton Town.
Le 27 janvier 2023, il rejoint Bolton Wanderers.

## Palmarès

### En club
- Birmingham City
  - Vainqueur de la Coupe de la Ligue anglaise en 2011.